# 여군특임중대
여군특임중대 "독거미"(女軍特任中隊), 독거미 대대, 독거미부대로도 잘 알려져 있는 대한민국 육군의 두 번째로 조직된 여군 특수부대이다. 1991년에 수도 방위 및 대테러 작전을 위해 조직된 수도방위사령부 제35특공대대 예하 중대이다.

## 조직
육군 훈련소를 거쳐 육군부사관학교의 훈련을 마친 여군 부사관 중에 심사를 통과한 10여명의 엘리트만 선발된다.

### 계급별 직책
- 중대장
- 행정 보급관
- 선임담당관
- 선임 하사
- 중대원

## 특공훈
```
부대 정문에 들어오면 특공훈이 있습니다.
 
특공대원은 되고싶다 하더라도 타고나야하고
타고났다 하더라도 선발되어야 하고
선발되었다 하더라도 훈련되어야 한다.
 
특공대원은 불가능을 가능케 하는 사람이요
한계를 뛰어넘는 사람이요.
끊임없이 도전하는 사람이다.
 
특공대원은 최고가 아니라면 수치를 느끼는 사람이요.
최고라는 자부심으로 충만한 사람이요.
최고가 되기 위해서 혼신의 힘을  다하는 사람이다.
 
이런자가 특공대원이다.
```

## 역대 중대장
- 중위 허예나, ? - 2015.07)
- 중위 박미리, 2015.08 - 현임

### 선임담당관
- 상사 이현화 - 현임

### 행정보급관
- 중사 이현화, ? - 현임

## 방송

### 멤버
- 진짜 사나이 2 「여군특집 3기 - 특수 부대 도전편」에 출연한 멤버들이다.
  - 배우 유선, 개그우먼 김현숙, 전 테니스 선수 전미라, 방송인 사유리, 배우 한채아, 배우 신소율, 가수 제시, 배우 한그루, 가수 최유진(CLC), 가수 박규리 등
- 진짜 사나이2 「여군특집 3기 - 독거미 대대 도전편」에 출연한 멤버이다.
  - 배우 유선, 한채아, 한그루, 개그우먼 김현숙, 전 테니스 선수 전미라, 가수 박규리 등

## 같이 보기
- 여군특전중대 ??? - 1982년 ~ 2014년, 중대가 해체되어 각 여단이나 부서로 배치되었다.